# 샘 톰프슨
사무엘 루터 톰프슨(Samuel Luther Thompson, 1860년 3월 5일 ~ 1922년 11월 7일)은 19세기 메이저 리그 야구 선수로, 선수 시절 공격적인 플레이를 펼쳤으며, 은퇴 당시에 역대 홈런 2위였다. 1887년 166타점을 기록해 메이저 리그 단일 시즌 최다 타점 기록을 세웠고, 이는 34년 뒤인 1921년 베이브 루스에 의해 깨졌다. 1974년에 베테랑 위원회의 투표로 미국 야구 명예의 전당에 헌액되었다.